# Gary Lineker
Gary Winston Lineker, OBE (Leicester, 30. studenog 1960.) bivši je engleski nogometaš i reprezentativac. Igrao je na poziciji napadača, a trenutačno je sportski komentator na BBC-ju. S postignutih 48 pogodaka treći je strijelac engleske reprezentacije svih vremena; iza Bobbyja Charltona i Waynea Rooneya. Lineker je također s 10 postignutih pogodaka najbolji strijelac Engleske na Svjetskim prvenstvima u nogometu. 
Linekerove spospobnosti bile su proizvod njegova razumijevanja igre i stalne težnje k poboljšanju. Uz tehničke sposobnosti, posjedovao je i odlično pozicioniranje, što ga je učinilo jednim od najuspješnijih engleskih napadača i golgetera u povijesti.
Jedini je nogometaš koji je osvojio naslov najboljeg strijelca Engleske s tri različita kluba: s matičnim Leicester Cityjem (gdje je proglašen i za najboljeg nogometaša u povijesti kluba), Evertonom i Tottenhamom. U karijeri je još nastupao i za Barcelonu te za japansku Nagoyu Grampus Eight.
Za izabranu je nacionalnu vrstu Lineker debitirao 1984. godine u susretu sa Škotskom. Nastupao je na dva Svjetska i dva Europska prvenstva. Ukupno je zabilježio 80 nastupa, uz spomenutih 48 pogodaka. Sa 6 pogodaka bio je najbolji strijelac Svjetskog prvenstva 1986. godine u Meksiku. Također je ušao u Peléovih "100 najvećih živućih nogometaša".
Lineker je, komentirajući poraz u polufinalu Svjetskog prvenstva 1990. godine od Zapadne Njemačke, izjavio:
što je postala jedna od najcitiranijih izjava u svijetu nogometa.